# Ichneumon luteipes
Ichneumon luteipes är en stekelart som beskrevs av Wesmael 1855. Ichneumon luteipes ingår i släktet Ichneumon och familjen brokparasitsteklar. Arten är reproducerande i Sverige. Inga underarter finns listade i Catalogue of Life.